# Рената Каллош
Рената Єлизавета Каллош (англ. Renata Elizaveta Kallosh) — фізик-теоретик, професорка фізики в Стенфордському університеті, де працює над супергравітацією, теорією струн та інфляційною космологією.
Рената народилася в Чернівцях, отримала ступінь бакалавра в Московському державному університеті в 1966 році. За 2 роки вона отримала ступінь доктора філософії в Фізичному інституту ім. Лебедєва і почала працювати там професоркою. У 1989 році Рената переїхала до CERN. Рената приєдналася до Стенфорда в 1990 році і продовжує там працювати. У 2009 році вона отримала премію Ліз Мейтнер Гетеборзького університету, а у 2014 році — вчений ступінь Університету Гронінгена. У 2017 році Рената стала членом Американської академії мистецтв і наук .
Рената відома своїм внеском у теорію супергравітації — надсиметричного узагальнення теорії гравітації Ейнштейна . Вона першою здійснила квантування супергравітації, отримавши повний набір правил Фейнмана. У свої роботі Рената однією з перших застосувала симетрію BRST для вираження калібрувальних інваріацій сили тяжіння, і ввівши назву «BRST». Вона також першою зрозуміла структуру розбіжностей у квантових теоріях супергравітації, показавши серед інших результатів, що супергравітація з N = 8 суперсиметрії є кінцевою щонайменше для 8 циклів. Рената є автором багатьох праць про розв'язки чорних дір в теоріях надгравітації. Особливо важливою є робота написана у співпраці з Серхіо Феррара, щодо аналогії розв'язків чорних дір із вищою суперсиметрією атракторам у механічних системах.
Рената також відома своїм внеском у теорію струн. Зокрема, вона разом із Сандіпом Тріведі, Андрієм Лінде та Шамітом Кахру знайшла механізм стабілізації теорії струнних вакуумів названу «KKLT» на честь авторів. Цей механізм надає теоретичне пояснення аномально малого значення енергії вакууму (космологічної сталої) та описує сучасної стадії прискореного розширення Всесвіту в контексті теорії інфляційного мультисвіту та ландшафтної теорії струн.
Після відкриття конструкції KKLT, наукові інтереси Ренати зосередилися на дослідженні космологічних наслідків теорії супергравітації та струн. Зокрема, разом з Андрієм Лінде та співробітниками Рената розробила теорію космологічних атракторів, яка включає версії інфляційної космології, що найбільш відповідають даним останніх спостережень.